# John Moffat
John W. Moffat (* 1932) ist ein kanadischer theoretischer Physiker, der sich mit Teilchenphysik, Quantenfeldtheorie, Quantengravitation und Kosmologie befasst.

John Moffat 2007

## Leben
Moffat wollte in seiner Jugend Maler werden und lebte einige Zeit in Paris. Er studierte in Kopenhagen und wurde 1958 an der Universität Cambridge (Trinity College) bei Fred Hoyle und Abdus Salam promoviert. Er war Professor an der Universität Toronto. Er war auch Adjunct Professor an der University of Waterloo und forschte am Perimeter Institute.
2012 erhielt er ein hochdotiertes Stipendium der Templeton Foundation.

## Variable Lichtgeschwindigkeit
1992 entwickelte er eine kosmologische Theorie, in der die Lichtgeschwindigkeit in der Vergangenheit höher war als heute (Variable Speed of Light, VSL), womit er einige sonst in der Inflationstheorie gelöste kosmologische Probleme alternativ erklärte. Sie sagt auch eine andere Feinstrukturkonstante in der Vergangenheit voraus, was prinzipiell beobachtbar ist. 2000 wurde eine ähnliche Theorie von João Magueijo und anderen vorgeschlagen.

## Modifizierte Gravitation
Moffat schlug 1995 eine Theorie der Gravitation vor mit antisymmetrischem Anteil in der Metrik (neben dem symmetrischen Anteil der üblichen Einsteinschen Allgemeinen Relativitätstheorie) und 1990 eine nichtlokale Theorie (die aber trotzdem nicht die Kausalität verletzt) der elektroschwachen Wechselwirkung mit einer Massenerzeugung ohne Higgsboson.
2005 schlug er eine Skalar-Tensor-Vektor Theorie der Gravitation vor (Modified Gravity, kurz: MOG), die ohne Dunkle Materie auskommt und deren Effekt über eine modifizierte Gravitationswechselwirkung erklärt wird.
Nach der MOG-Theorie hätten Schwarze Löcher eine sehr viel größere Silhouette (black hole's „shadow“) als dies die Allgemeine Relativitätstheorie voraussagt. Der Effekt könnte im Galaktischen Zentrum grundsätzlich beobachtbar sein, etwa mit dem Event Horizon Telescope ab 2017.

## Werke
Bücher
- Reinventing Gravity, Harper Collins, 2008
- Einstein Wrote Back, Thomas Allen Publishers, 2010
- Cracking the Quantum Code of the Universe, Oxford University Press, 2014

Schriften (Auswahl)
- Finite nonlocal gauge field theory, Phys. Rev. D 41, 1990, 1177–1184, doi:10.1103/PhysRevD.41.1177
- Superluminary Universe: A Possible Solution to the Initial Value Problem in Cosmology, Int. Jour. Mod. Phys. D 2, 1993, 351–366, arxiv:gr-qc/9211020
- Nonsymmetric Gravitational Theory, Phys. Lett. B 355, 1995, 447–452, arxiv:gr-qc/9411006
- Scalar-Tensor-Vector Gravity Theory, JCAP 0603: 004, 2006, arxiv:gr-qc/0506021